# Jerzy Orłowski (farmaceuta)
Jerzy Stefan Michał Orłowski (ur. 25 kwietnia 1940 r. w Konopkówce na Ukrainie, zm. 21 listopada 2010 r. w Poznaniu) – polski farmaceuta, profesor.

## Życiorys
Po II wojnie światowej rodzina została przesiedlona do wsi Grobniki w powiecie głubczyckim. W 1959 zdał maturę w I Liceum Ogólnokształcącym im. Adama Mickiewicza w Głubczycach. W 1965 ukończył studia na Wydziale Farmaceutycznym Akademii Medycznej w Poznaniu i uzyskał dyplom magistra farmacji. W roku 1972 obronił pracę doktorską, a w 1984 uzyskał habilitację. Od 1997 profesor nauk farmaceutycznych (nominację profesorską wręczył mu prezydent RP Aleksander Kwaśniewski). W 2002 przyznano mu tytuł profesora zwyczajnego.

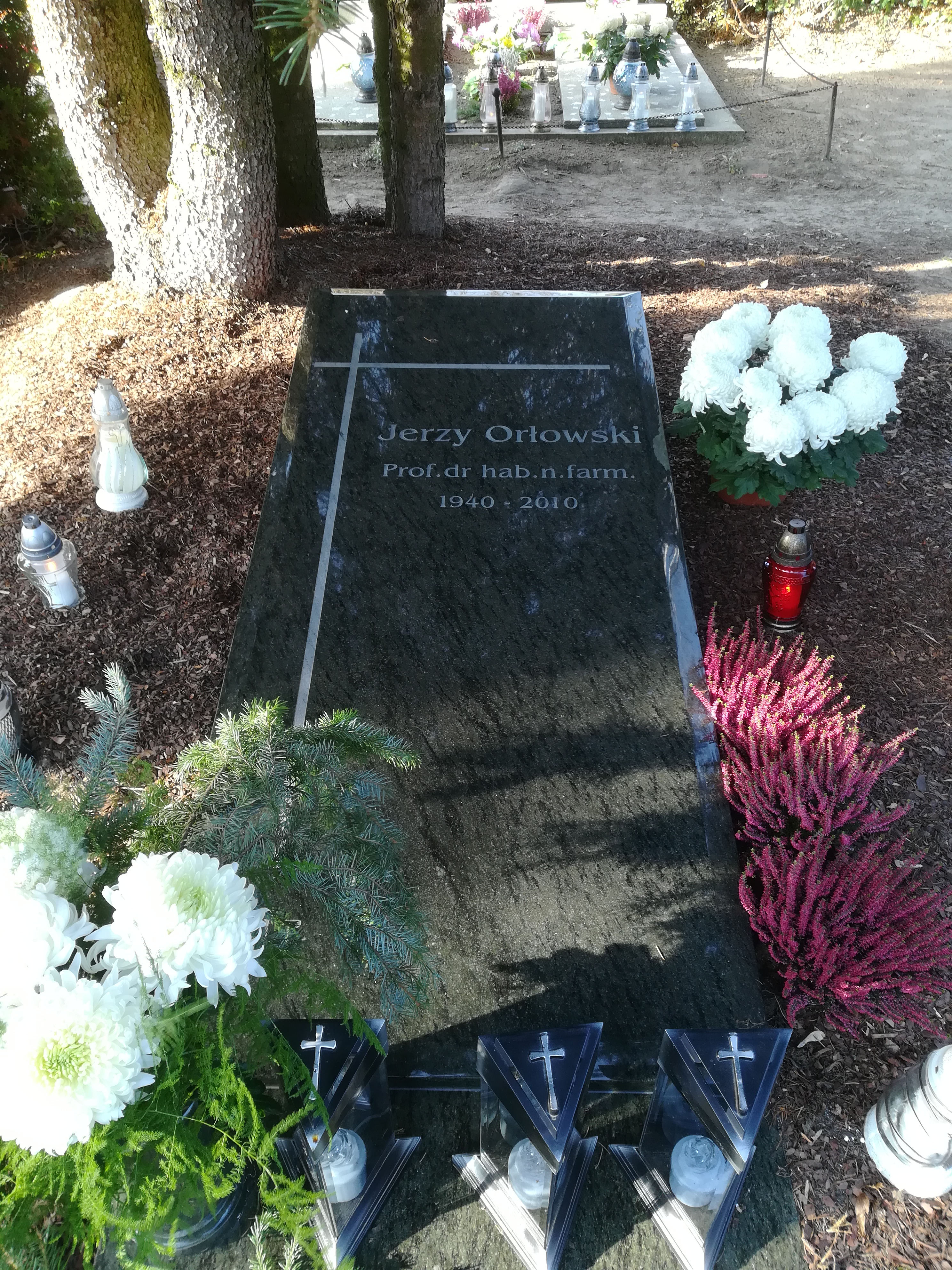
Grób na Cmentarzu Junikowo w Poznaniu

Jego dorobek naukowy obejmuje: 81 prac oryginalnych, 115 prac prezentowanych na konferencjach naukowych, 58 badań wykonywanych dla potrzeb gospodarki – jako prace zastrzeżone.
Wypromował 44 magistrów farmacji i 4 doktorów. Wykładał na Wydziale Farmaceutycznym, Wydziale Lekarskim, jak również na Wydziale Chemii Uniwersytetu im. Adama Mickiewicza oraz Wyższej Szkoły Pedagogiki i Administracji.
Wieloletni przewodniczący Oddziału Poznańskiego oraz członek Prezydium Zarządu Głównego Polskiego Towarzystwa Toksykologicznego. Członek Komitetu Redakcyjnego Acta Poloniae Toxicologica. Członek Honorowy tego Towarzystwa. Członek: Poznańskiego Towarzystwa Przyjaciół Nauk,  Polskiego Towarzystwa Farmaceutycznego oraz Polskiego Towarzystwa Nauk o Zdrowiu. Ekspert Komisji Toksykologicznej przy Głównym Inspektorze Sanitarnym oraz Komisji Analizy Toksykologicznej PAN. Członek: Senatu UM, Kolegium Dziekańskiego Wydziału Farmaceutycznego, Komisji Dyscyplinarnej dla Nauczycieli Akademickich.
Odznaczony Złotym Krzyżem Zasługi. Za osiągnięcia w nauce i dydaktyce otrzymał medal im. Władysława Biegańskiego II stopnia. Laureat  nagrody Naukowej III stopnia  Ministra Zdrowia za pracę habilitacyjną oraz nagrody I stopnia za osiągnięcia w dydaktyce. Władze Poznania przyznały mu Odznakę „Za zasługi dla miasta Poznania” oraz wpisały go do Księgi Ludzi Zasłużonych dla Dzielnicy Poznań – Stare Miasto.